# Wallander – Försvunnen
Wallander – Försvunnen är en svensk thriller från 2013. Det är den andra filmen i den tredje (och sista) omgången med Krister Henriksson i rollen som Kurt Wallander. Filmen släpptes på DVD den 19 juni 2013.

## Handling
Kurt återgår i tjänst efter en tids avstängning. Samtidigt försvinner en flicka vilket drar in hela Ystads polis- och militärkår som letar febrilt efter henne. När Kurt börjar arbeta med fallet börjar han se likheter med ett fall han arbetade med tio år tidigare, som drabbade honom väldigt personligt.

## Rollista (urval)[1]
Återkommande:
- Krister Henriksson - Kurt Wallander
- Charlotta Jonsson - Linda Wallander
- Signe Dahlkvist - Klara Wallander
- Douglas Johansson - Martinsson
- Mats Bergman - Nyberg
- Fredrik Gunnarsson - Svartman
- Malena Engström - Bea
- Marianne Mörck - Ebba
- Sven Ahlström - Mattson, polischef

I detta avsnitt:
- Gustav Hammarsten - Viktor Nilsson
- Liv Mjönes - Helen Svedberg
- Anna Wallander - Jannika Hammar
- Claudio Salgado - Pablo
- Isabella Lindquist - Ella Svedberg
- Karin Kickan Holmberg - Anna Skogfält
- Sita Verma - Ellinor
- Gabriel Flores Jair - Alejandro Hernandez
- Emelia Hansson - Alexandra (tonåring)
- Johanna Flymén - Alexandra (barn)
- Claes Hartelius - Ola Månsson
- Babben Larsson - Gunilla Kåberg
- Jannike Grut - Polisbefäl
- Catherine Jeppsson - Viktors advokat
- Hanna Nilsson - Josefine
- Johan Svensson - Läppläsare
- Monica Lindroth - Josefines mamma
- Anette Sevreus - Psykolog
- Camilla Nyberg Waller - Skolsköterska